# 第三次安倍內閣 (第二次改組)
第三次安倍第二次改組內閣（日语：／ Daisanji Abe Dainiji Kaizō naikaku */?）是日本眾議院議員、自由民主黨總裁安倍晉三就任第97任內閣總理大臣（首相）後，自2016年8月3日至2017年8月3日組成的內閣。

## 概要
第三次安倍第一次改組內閣的閣僚19人當中有8人留任，1人橫滑。8人為首次入閣。
閣員平均年齡60.8歲，比第三次安倍內閣年長0.7歲。最年長的是副總理麻生太郎（75歲），最年輕的是丸川珠代（45歲）。
山東派無人入閣，亦無民間人士入閣。

## 國務大臣
| 職務                                                                            | 姓名 | 姓名     | 所属                           | 特命事項等                                                                 | 備註              |
| ------------------------------------------------------------------------------- | ---- | -------- | ------------------------------ | -------------------------------------------------------------------------- | ----------------- |
| 內閣總理大臣                                                                    |      | 安倍晉三 | 眾議院 自由民主黨 （細田派）   |                                                                            |                   |
| 財務大臣 內閣府特命擔當大臣 （金融擔當）                                        |      | 麻生太郎 | 眾議院 自由民主黨 （麻生派）   | 擺脫通貨緊縮擔當 內閣總理大臣臨時代理 就任順位第1位（副總理）              | 留任              |
| 總務大臣                                                                        |      | 高市早苗 | 眾議院 自由民主黨 （無派閥）   |                                                                            | 留任              |
| 法務大臣                                                                        |      | 金田勝年 | 眾議院 自由民主黨 （額賀派）   |                                                                            | 初入閣            |
| 外務大臣                                                                        |      | 岸田文雄 | 眾議院 自由民主黨 （岸田派）   | 內閣總理大臣臨時代理 就任順位第4位                                         | 留任              |
| 文部科學大臣                                                                    |      | 松野博一 | 眾議院 自由民主黨 （細田派）   | 教育再生擔當                                                               | 初入閣            |
| 厚生勞動大臣                                                                    |      | 鹽崎恭久 | 眾議院 自由民主黨 （岸田派）   | 內閣總理大臣臨時代理 就任順位第5位                                         | 留任              |
| 農林水產大臣                                                                    |      | 山本有二 | 眾議院 自由民主黨 （石破派）   |                                                                            | 初入閣            |
| 經濟產業大臣 內閣府特命擔當大臣 （原子能損害賠償支援機構擔當）                  |      | 世耕弘成 | 参議院 自由民主黨 （細田派）   | 產業競爭力擔當 原子能經濟被害擔當                                          | 初入閣            |
| 國土交通大臣                                                                    |      | 石井啟一 | 眾議院 公明黨                  | 水循環政策擔當                                                             | 初入閣            |
| 環境大臣 內閣府特命擔當大臣 （原子能防災擔當）                                  |      | 山本公一 | 參議院 自由民主黨 （谷垣集團） |                                                                            | 初入閣            |
| 防衛大臣                                                                        |      | 稻田朋美 | 眾議院 自由民主黨 （細田派）   |                                                                            | 2017年7月28日辞职 |
| 防衛大臣                                                                        |      | 岸田文雄 | 眾議院 自由民主黨 （岸田派）   |                                                                            |                   |
| 內閣官房長官                                                                    |      | 菅義偉   | 眾議院 自由民主黨 （無派閥）   | 沖繩基地負擔減輕擔當 內閣總理大臣臨時代理 就任順位第2位                    | 留任              |
| 復興大臣                                                                        |      | 今村雅弘 | 眾議院 自由民主黨 （二階派）   | 福島核電站事故再生總括擔當                                                 | 初入閣            |
| 國家公安委員會委員長 內閣府特命擔當大臣 （消費者及食品安全擔當） （防災擔當）   |      | 松本純   | 眾議院 自由民主黨 （麻生派）   | 海洋政策・領土問題擔當 國土強韌化擔當                                      | 初入閣            |
| 內閣府特命擔當大臣 （沖繩及北方對策擔當） （科學技術政策擔當） （宇宙政策擔當） |      | 鶴保庸介 | 參議院 自由民主黨 （二階派）   | 情報通信技術（IT）政策擔當                                                 | 初入閣            |
| 內閣府特命擔當大臣 （經濟財政政策擔當）                                         |      | 石原伸晃 | 眾議院 自由民主黨 （石源派）   | 經濟再生擔當 社會保障・税一体化改革擔當 內閣總理大臣臨時代理 就任順位第3位 | 留任              |
| 內閣府特命擔當大臣 （少子化對策擔當） （男女共同參與擔當）                      |      | 加藤勝信 | 眾議院 自由民主黨 （額賀派）   | 一億總活躍擔當 女性活躍擔當 再挑戰擔當 綁架問題擔當                        | 留任              |
| 內閣府特命擔當大臣 （地方創生擔當） 內閣府特命擔當大臣 （規制改革擔當）         |      | 山本幸三 | 眾議院 自由民主黨 （岸田派）   | 城市・人・工作創生擔當 行政改革擔當 國家公務員制度擔當                     | 初入閣            |
| 國務大臣                                                                        |      | 丸川珠代 | 眾議院 自由民主黨 （細田派）   | 東京奧林匹克運動會及 東京殘疾人奧林匹克運動會擔當                          | 橫滑              |

## 內閣官房副長官、內閣法制局長官
| 職務           | 姓名       | 所属等                       |
| -------------- | ---------- | ---------------------------- |
| 內閣官房副長官 | 萩生田光一 | 眾議院／自由民主黨（細田派） |
| 內閣官房副長官 | 野上浩太郎 | 參議院／自由民主黨（細田派） |
| 內閣官房副長官 | 杉田和博   | 前內閣危機管理監             |
| 內閣法制局長官 | 橫畠裕介   | 前內閣法制次長               |